# Gorgonen (mythologie)

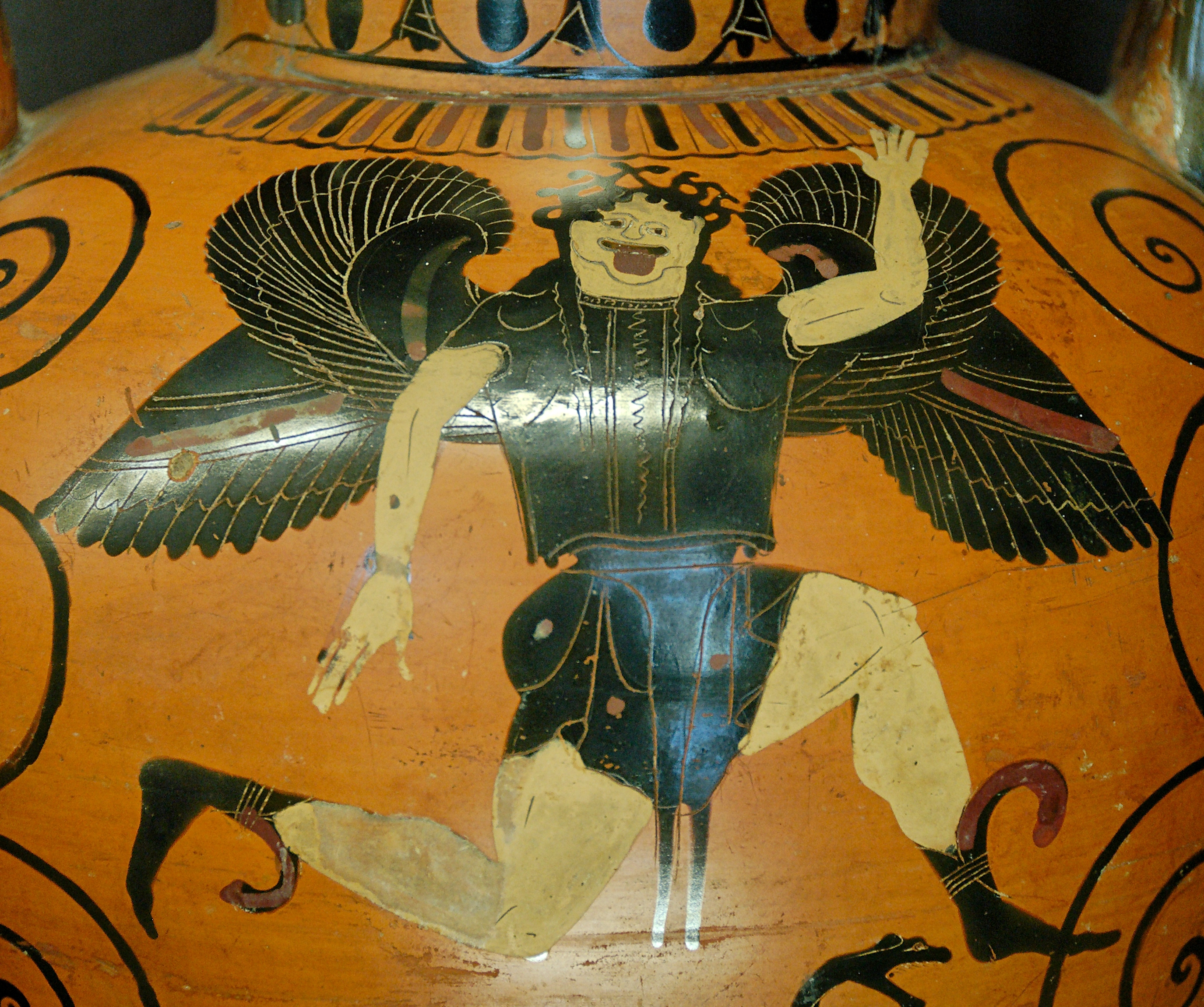
Gorgo op een Attisch zwartfigurige amphora. Ca. 520 - 510 v.Chr., Musée du Louvre.

Met de Gorgonen (Grieks: Γοργόνες of Γοργοῖ), enkelvoud Gorgo (Grieks: Γοργώ), worden in de Griekse mythologie doorgaans Medusa (de door Poseidon bezwangerde), Stheno (de sterke) en Euryale (de vérspringende) bedoeld, dochters van de zeegoden Phorcys en Ceto. Zij vormen een zogeheten thriai of triade van chtonische wezens die werden voorgesteld als vrouwen met slagtanden, handen van brons, gouden vleugels en slangen in plaats van haren. Iedereen die hen aankeek werd veranderd in steen.

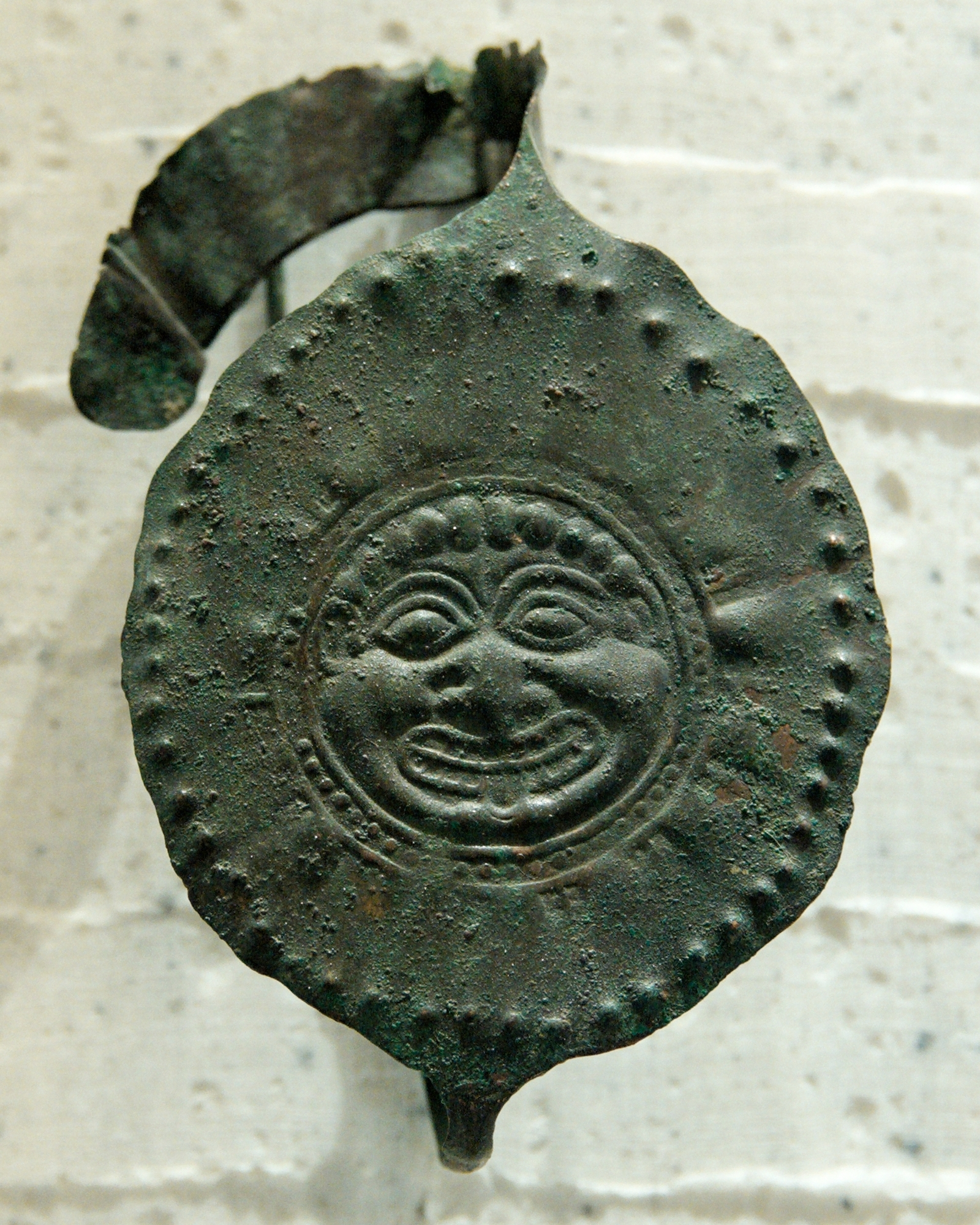
Schijf-fibula met gorgonenhoofd

De bekendste der Gorgonen is (de, in tegenstelling tot haar zusters, sterfelijke) Medusa. Zij wordt gedood door de heros Perseus.
Classica Jane Ellen Harrison merkt op dat de zusters een toevoeging zijn op een oervorm van de mythe met slechts één gorgo. Hun rol in de mythe is zeer beperkt, en de Griekse mythologie kende een "algemene tendens... die van elke godin een drietal maakt".

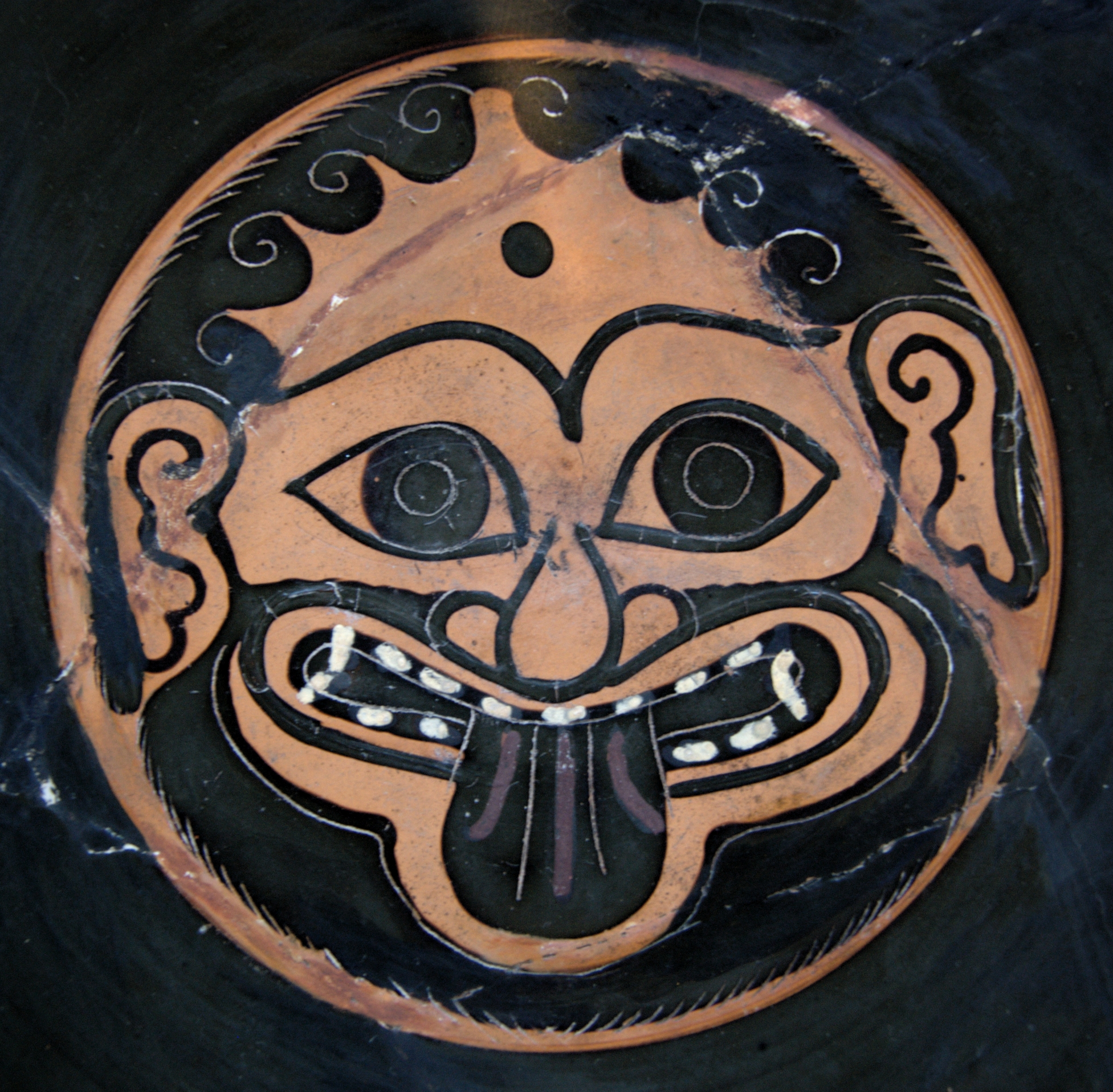
Gorgoneion in het tondo van een Attische zwartfigurige drinkschaal uit Cerveteri. Ca. 520 v.Chr. Cabinet des médailles de la Bibliothèque nationale de France (Leagros-groep).

De gorgonenkop (γοργόνειον - gorgoneion) is een van de vaste attributen van de godin Athena. Perseus schenkt haar Medusa's hoofd, dat zij voortaan op haar kuras of aigis draagt. Tevens komt het voor op de aigis van Zeus. Vaak zien we hierom een gorgonenkop als ornament op (bijvoorbeeld Romeinse) wapenuitrustingen terug. De gorgo(nenkop) kwam ook voor als antefix en akroterion op Griekse en Etruskische tempels.
Het bloed van de Gorgonen had ook een aparte eigenschap. Het bloed uit de linkerhelft van een Gorgo is namelijk dodelijk en het bloed uit de rechterkant van een Gorgo is allesgenezend: zelfs doden zouden weer tot leven kunnen worden gewekt.
Op het logo van de Universiteit van Bath staat het hoofd van een Gorgo, dat is ontleend aan een Romeins beeldhouwwerk dat in de historische werelderfgoed stad van Bath is gevonden.